# Nikolai Kittel
Nikolai Ferdinandowitsch Kittel (* Juni 1805; † 18. April 1868) war ein russischer Geigen- und Bogenhersteller, der oft immer noch fälschlicherweise als deutscher Herkunft gilt und als „Russischer Tourte“ bekannt war. Nach den neuesten Erkenntnissen war sein voller Name Nikolai Ferdinandovich Kittel und seine Herkunft gemäß seiner Heiratsurkunde Österreich. Kittel signierte seine Briefe und Rechnungen als Nikolai Kittel. In allen deutschen und französischen Dokumenten hieß er Nikolai, nicht Nikolaus.

## Hintergrund
Kittel war eine rätselhafte Figur (der 1825–1868 in St. Petersburg lebte). Er ist dafür bekannt, einige der führenden Handwerker angestellt zu haben (wie auch sein großer Pariser Zeitgenosse Jean-Baptiste Vuillaume), darunter den Russen Vladimir Ivanoff und Deutsche wie Heinrich Knopf (und Ludwig Bausch ), um seine Bögen zu machen.
Im zaristischen Russland diente Kittel als Geigenbauer dem Hof und baute hervorragende Geigen, die als die besten Russlands galten, und produzierte Bögen von unübertroffener Qualität, oft mit wunderschönem, hochflammtem Holz.
Das Design von Kittel-Bogen leitet sich auch von einem fortschrittlichen Tourte-Modell her, obwohl sich diese Interpretation von Tourte deutlich von den französischen Interpretationen unterscheidet.
Seine Bögen sind selten und werden von Solisten hoch geschätzt. Kittelbögen sind fast immer leicht und flexibel. Trotz ihrer Flexibilität haben Kittel-Bogen extrem schnelle Spieleigenschaften neben einer einzigartigen Schönheit des Tons.
" Henri Vieuxtemps hat Kittel-Bogen sogar denen von F.X vorgezogen. Tourte. Seitdem werden Kittels Bögen von den größten Solisten verwendet, darunter Henryk Wieniawski, Jascha Heifetz, Mischa Elman, Toscha Seidel, Leopold Auer, Isaac Stern, Paul Kochanski, Aaron Rosand, Erica Morini, Efrem Zimbalist, Leonid Kogan, Yehudi Menuhin und Vadim Repin.
1999 brachte ein Geigenbogen mit Gold und Schildpatt, der Mitte des 19. Jahrhunderts in St. Petersburg von Kittel hergestellt und aus der Yehudi Menuhin Collection stammend, 51.000 Pfund (Sotheby's-Auktion, London : 58.650 US-Dollar / 94.837 US-Dollar mit Käuferprämie) mehr als das Dreifache der hohen Schätzung (15.000 US-Dollar). – Filimonov Feingeigen – 2007